# Église Saint-Julien de Luyères
L'église Saint-Julien est une église gothique située à Luyères, dans le département français de l'Aube.

## Description
L'église, datant du XVe siècle et du XVIe siècle, est sur une base rectangulaire avec une abside à trois pans en saillie. Elle a un jubé du XVe siècle en quarante six panneaux de bois sculpté.
Elle comporte notamment deux verrières illustrant la Résurrection de la fille de Jaïre, la Résurrection de Lazare, saint Loup, le Baptême du Christ et la Transfiguration.

## Historique
C'était une cure-prieuré qui avait comme succursale Fontaine-Luyères dépendant de l'abbaye Saint-Loup de Troyes et était au Grand doyenné de Troyes. La paroisse avait été donnée à l'abbaye par Garnier de Traînel en 1196. En 1761, cela représentait neuf cents livres pour le prieur qui avait les droits depuis 1701 et cent livres pour la fabrique .
L'édifice a été classé au titre des monuments historiques en 1958.